# フレイシア・ボーマンバーラン
フレイシア・ボーマンバーラン（Freishia Bomanbehram、6月18日 - ）は、インドの女優。

## 出演作品
- エンパイア・オブ・エイプス（ダニ）